# マヨルカン・シェパード
マヨルカン・シェパード・ドッグ（英：Mallorquin Shepherd Dog）は、スペインのバレアス諸島、マヨルカ島原産の護畜用・牧羊用の犬種である。別名はマヨルカン・シープドッグ（英：Mallorquin Sheepdog）、ペロ・デ・パストール・マヨルカン（英：Perro de Pastor Mallorquin）、カ・デ・ベスティアール・マヨルカン（英：Ca de Bastiarl Mallorquin）、マヨネーズ（英：Majonese）。尚、「マヨルカン」のスペルはMajorcanとつづられることもある。

## 歴史
ポルトガルのカオ・デ・カストロ・ラボレイロとは兄弟関係にあたる犬種で、こちらも1800年代から存在していたといわれている。しかし、生い立ったのはラボレイロが先か、マヨルカンが先かはいまだはっきりしていない。どちらにせよ、エストレラ・マウンテン・ドッグというポルトガルに古くから存在する護畜犬種がその先祖であることに変わりはない。
主に護畜犬として羊を野獣や泥棒から守るのに使われているが、牧羊犬として羊を誘導させる仕事も併せて担っていた。又、農地や家を見張る番犬としても働き、万能であることから現地では作業犬として重宝されていた。
今もなお生粋の作業犬としてマヨルカ島で飼育されていて、外部に出ることはめったにない。FCIへは外見よりも作業能力を重視したブリーディングを継続するため、公認登録への申請は行われていない。

## 特徴
外見は兄弟種であるラボレイロによく似るが、サイズはこちらのほうが小さく、しかし脚やマズルはもっと長めで、より筋肉質の体つきをしている。性格も全く異なっている。一説によるとマヨルカンは作業犬としてのみ飼育されていたころのラボレイロに近い姿を保っているともいわれているが、こちらのほうが脚が長いという点は昔から変わっていないようである。力が強く、言うことを聞かない家畜が牛であってもねじ伏せていうことを聞かせることができる。先細りの長めのマズルだが、あごの力は強靭である。耳は折れ耳又は垂れ耳、尾は先細りのサーベル形の垂れ尾。コートはラボレイロと同じ硬めで短いショートコートタイプのものと、少し長めのロングコートタイプのものの2タイプが存在する。ショートコートタイプのものの場合は尾に飾り毛がないが、ロングコートタイプのものの場合はふさふさした飾り毛が生えている。どちらのコートタイプのものも、ある程度の暑さと寒さには強いが、極端な寒暖は苦手である。毛色はブラック、グレー、ブラック・ブリンドルなど。大型犬サイズで、性格は忠実だが防衛本能が高く攻撃的、縄張り意識が強い。主人以外にはなつきにくい強い忠誠心を持つ。力の強さや防衛本能などを制御するため、飼育の際は必ず訓練を行う必要がある。ラボレイロとは正反対で、不審者を発見すると即座に攻撃を仕掛け、相手をおびえさせる。生粋の作業犬種であり、吠え声はよく響き、運動量が非常に多いため、ペットとして飼育するのには向いていない。